# ガードナー・ムロイ
ガードナー・ムロイ（Gardnar Mulloy, 1913年11月22日 - 2016年11月14日）は、アメリカ・ワシントンD.C.出身の男子テニス選手。1952年の全米選手権男子シングルス準優勝者で、1940年代から1950年代にかけて、アメリカを代表するダブルスの名手として活躍した。全米選手権では1940年から1957年までの間に「9度」男子ダブルス決勝に進出し、そのうち4度優勝した。ウィンブルドン選手権では、1957年の男子ダブルスでバッジ・パティーとともにテニス史上に残る年長ペアを組んで優勝している。フルネームは Gardnar Putnam Mulloy （ガードナー・プットナム・ムロイ）といい、“Gar”（ガー）という愛称で呼ばれた。

## 来歴
ムロイはアメリカの首都・ワシントンで生まれたが、人生の大半をフロリダ州マイアミで過ごし、マイアミ大学法学部を卒業した。マイアミ大学で、彼は創設されたばかりのテニス部を組織し、選手兼監督を務めた。大学卒業後の1936年から全米選手権に出場し始め、1940年から1942年まで3年連続の男子ダブルス決勝進出を果たす。1939年9月に第2次世界大戦が勃発した後も、全米選手権は途切れることなく続行され、ムロイは戦時中から男子ダブルスで頭角を現し始めた。1940年はヘンリー・プルソフ、1941年はウェイン・サビンと組み、2年連続でジャック・クレーマー＆テッド・シュローダー組に敗れて準優勝になる。1942年、ムロイはビル・タルバートとペアを組み、シュローダーとシドニー・ウッドの組を破って初優勝を果たした。戦時中のアメリカ男子テニス界では、どの選手も軍務に就きながら全米選手権に出場していた。ムロイはアメリカ海軍で働き、米国の航空機を北アメリカやヨーロッパに（侵入のため）上陸させる仕事をした。1943年と1944年の2年間、彼は軍務のため全米選手権に出場できなかったが、終戦直後の1945年全米選手権でテニス界に復帰し、タルバートとの男子ダブルスで3年ぶり2度目の優勝を果たす。このペアは1946年と1948年に、全米男子ダブルスで2つの優勝を加え、通算4勝を獲得した。
1947年、ムロイはキャリアで唯一の全豪選手権に参加した。終戦後2度目の全豪選手権では、男子シングルスは32名の選手による5回戦制で行われ、第4シードのムロイは準決勝でジョン・ブロムウィッチに 2-6, 4-6, 6-1, 4-6 で敗れた。1948年、彼は34歳にしてウィンブルドン選手権に初出場し、第3シードとしてボブ・ファルケンバーグとの準決勝に進んだ。当時のウィンブルドン選手権は、男女ともシングルスのシード選手が8名のみであったため、1949年のウィンブルドン選手権でムロイはシード選手に選ばれず、1回戦で第1シードのテッド・シュローダーと当たって敗れたこともある。1948年・1949年のウィンブルドンで、ムロイは2年連続で男子ダブルス準優勝者になった。パートナーの選手は、1948年はトム・ブラウン、1949年はシュローダーであった。彼のウィンブルドン選手権シングルス成績は、初参加だった1948年のベスト4が自己最高成績で、その後1950年にベスト8があるが、その後は上位に進出できなかった。全仏選手権では、彼は1951年-1954年まで4年間の参加記録を残したが、1951年と1952年にディック・サビットと組んで2年連続男子ダブルス準優勝を記録し、シングルスで1952年-1954年の3年連続ベスト8がある。
1952年の全米選手権で、ガードナー・ムロイは38歳8ヶ月にして初めての男子シングルス決勝に進出した。準々決勝でケン・ローズウォール（当時17歳）、準決勝でハミルトン・リチャードソン（当時19歳）と若手選手を連破して勝ち進んだ彼は、初進出の決勝でフランク・セッジマンに 1-6, 2-6, 3-6 の一方的な完敗を喫し、準優勝に終わった。男子ダブルスでも1950年・1953年と準優勝が続き、1948年を最後に優勝から見放されてしまう。彼は1939年から1954年までの間に、14年間「全米テニスランキング」のトップ10位以内に入り、全米男子シングルスの準優勝者になった1952年にこのランキングで1位に輝いた。
混合ダブルスの分野では、ムロイは1955年全米選手権と1956年ウィンブルドン選手権で2度の準優勝を記録した。パートナーは前者がシャーリー・フライ、後者はアリシア・ギブソンと組んだが、この分野ではタイトルを取れずに終わった。
ガードナー・ムロイは1957年、バッジ・パティーとペアを組んでウィンブルドン選手権と全米選手権の男子ダブルス決勝に進出した。当時ムロイは43歳、パティーは33歳で、2人合わせて「76歳」という年長ペアを組んだ。ウィンブルドンの男子ダブルスでノーシードから決勝に勝ち上がった2人は、自分たちよりはるかに若いオーストラリアペアのニール・フレーザー（当時23歳）とルー・ホード（当時22歳）の組に 8-10, 6-4, 6-4, 6-4 で競り勝った。こうして2人は、第1次世界大戦後のテニス4大大会で最年長のダブルス優勝チームになった。続く全米選手権でも、ムロイとパティーは男子ダブルス決勝に勝ち進んだが、フレーザーとアシュレー・クーパー（この組もオーストラリア）に 6-4, 3-6, 7-9, 3-6 で敗れ、2大会連続優勝はならなかった。ムロイにとっては、これは1953年以来4年ぶり9度目の全米男子ダブルス決勝戦だったが、ここでも1948年以来の優勝を逃したことになる。全米男子ダブルス決勝記録9度（4勝5敗）は、同部門での最多進出記録となった。
彼は男子テニス国別対抗戦・デビスカップでも、1946年から1957年まで長く米国代表選手を務めた。通算成績は11勝3敗（シングルス3戦全勝、ダブルス8勝3敗）で、団体戦のデビスカップでもダブルスのほうが起用機会が多かった。
ムロイは1959年まで全米選手権に出場し、ウィンブルドン選手権にはさらに長く、53歳に近づく1966年まで挑戦を続けた。彼は（多くの同僚選手たちのように）「プロテニス選手」に転向せず、生涯にわたりアマチュア選手としてプレーしてきた。1972年に国際テニス殿堂入り。その後も長くシニアのトーナメントでテニス経歴を続け、ごく最近では1995年から1996年にかけて、80歳以上の選手によるトーナメントで4勝を挙げた。本記事の外部リンクには2003年8月31日付の「ボストン・グローブ」紙記事があり、90歳を迎えたムロイがボストン市内にある「ロングウッド・クリケットクラブ」で「全米スーパーシニアテニス選手権」に参加した様子が記述されている。
2016年11月14日、フロリダ州マイアミにて死去。102歳没。ムロイは2006年に100歳で亡くなったフィリス・キングを抜き「最も長生きしたウィンブルドン優勝者」になった。

## 4大大会ダブルス優勝
- ウィンブルドン選手権　男子ダブルス：1勝（1957年）　［男子ダブルス準優勝2度：1948年・1949年／混合ダブルス準優勝1度：1956年］
- 全米選手権　男子ダブルス：4勝（1942年・1945年・1946年・1948年）　［男子シングルス準優勝：1952年／男子ダブルス準優勝5度：1940年・1941年・1950年・1953年・1957年／混合ダブルス準優勝：1955年］

（全仏選手権男子ダブルス準優勝2度：1951年＆1952年）